# Pico Pirner
El Pico Pirner (en inglés: Pirner Peak) es un pico de 700 m s. n. m. ubicado a 1,3 kilómetros al noroeste de la punta Pirner en la bahía Paz en Georgia del Sur, un territorio ubicado en el océano Atlántico Sur, cuya soberanía está en disputa entre el Reino Unido el cual las administra como «Territorio Británico de Ultramar de las islas Georgias del Sur y Sandwich del Sur», y la República Argentina que las integra al Departamento Islas del Atlántico Sur, dentro de la Provincia de Tierra del Fuego, Antártida e Islas del Atlántico Sur. Fue encuestado por el grupo alemán de las investigaciones del Año Polar Internacional de 1882 y 1883, y nombrado por el capitán Pirner del barco de la expedición Moltke.